# Сон літньої ночі (фільм, 1999)
«Сон літньої ночі» («A Midsummer Night's Dream») — американсько-британсько-італійський кінофільм 1999 року, знятий режисером Майклом Гоффманом.

## Сюжет
У 1890-х роках у Королівстві Італія молодим закоханим Лісандру (Домінік Вест) і Гермії (Анна Фріл) забороняє одружитися батько Гермії, Егей, який пообіцяв Гермію Деметрію (Крістіан Бейл). Пара планує втекти до лісу, щоб уникнути одруження Гермії та Деметрія. Деметрій слідує за ними, дізнавшись про цей план від Олени (Каліста Флокхарт), молодої жінки, закоханої в нього.
Опинившись у лісі, закохані потрапляють у казковий світ, яким правлять Оберон (Руперт Еверетт) і Титанія (Мішель Пфайффер), король і королева фей. Оберон і його слуга Пак (Стенлі Туччі) використовують чарівне зілля, яке змушує Лісандра і Деметрія закохатися в Олену, що призводить до розколу між молодими людьми. Кульмінацією конфлікту у фільмі є сцена боротьби в багнюці.
Потім Оберон зачаровує Титанію тим же зіллям. У цей час акторська трупа готує спектакль для розваги герцога. Актори, зокрема ткач на ім'я Нік Моток (Кевін Клайн) і Френсіс Флейта, вирушають на репетицію в ліс.
Нік Моток під дією чар Пака перетворюється головою на осла. Зачарована зіллям Титанія бачить Ніка Мотка і закохується в нього. Вона доглядає за ним у своїй альтанці в супроводі фей. Оберону набридає те, що відбувається, і він повертає первинний порядок, знову з'єднуючи Лісандра з Гермією, Деметрія з Єленою і примирюючись із царицею Титанією.
У заключній частині акторська трупа виконує свій аматорський спектакль, заснований на трагедії Пірама і Фісби, перед герцогом Тесеєм і його дружиною Іполітою.

## У ролях
- Кевін Клайн — Нік Боттом
- Мішель Пфайффер — Титанія
- Руперт Еверетт — Оберон
- Стенлі Туччі — Пак
- Каліста Флокгарт — Елена
- Анна Фріл — Гермія
- Крістіан Бейл — Деметрій
- Домінік Вест — Лісандр
- Девід Стретейрн — Тесей
- Софі Марсо — Іполіта
- Роджер Різ — Пітер Квінс
- Макс Райт — Робін Старвелінг
- Грегорі Джбара — Снаг
- Білл Ірвін — Том
- Сем Роквелл — Френсіс Флют
- Бернард Гілл — Егей
- Джон Сешнс — Філострат
- Дірдрі Гаррісон — епізод
- Фламінія Фегаротті — епізод
- Алессандра Монті — епізод
- Гізер Парізі — епізод
- Вітторія Данесе — епізод
- Даніеле Ферретті — епізод
- Мануела Метрі — епізод
- Валеріо Ісідоре — майстер Антоніо
- К'яра Конті — епізод
- Паоло Рісі — епізод
- Давіде Маротта — епізод
- Емануеле Гуллотто — епізод
- Мауро Маріно — епізод
- Руді Руджеро — епізод
- Вілмер Вальдеррама — епізод

## Знімальна група
- Режисер — Майкл Гоффман
- Сценарист — Майкл Гоффман
- Оператор — Олівер Степлтон
- Композитор — Саймон Босвелл
- Художники — Лучана Аррігі, Єн Вітакер
- Продюсери — Найджел Голдсак, Арнон Мілчен, Леслі Урданг, Енн Вінгейт, Майкл Гоффман